# Félix Cerrada Martín
Félix Cerrada Martín (Hernani, 22 de agosto de 1857 - Zaragoza,18 de julio de 1928), a veces nombrado como Félix Cerrada y Martín, y otras como doctor Cerrada, fue un médico, político y catedrático de universidad español que se desempeñó, entre otras funciones, como presidente del Colegio de Médicos de Zaragoza, como vicerrector de la Universidad de Zaragoza, como alcalde de Zaragoza, como presidente de la Diputación de Zaragoza y como miembro del Senado de España.

## Biografía
Nacido en Hernani, aunque de origen aragonés, Félix Cerrada fue hijo y alumno de Pedro Cerrada Gajón, también médico y catedrático de universidad, a quien acabó sucediendo.
Estudió en la Facultad de Medicina de la Universidad de Zaragoza, licenciándose en 1878. Se doctoró en Madrid en 1879, pero fue en la facultad zaragozana donde desarrolló su labor docente, primero como catedrático de Histología y, después, sustituyendo a su padre en la de Patología General. Fue secretario de la Facultad y, más tarde, decano y vicerrector de la Universidad de Zaragoza. Fue también presidente del Colegio de Médicos de Zaragoza y, en el campo extramédico, ocupó varios cargos en la ciudad de Zaragoza: entre ellos, el de alcalde (1905-1906), el de presidente de la Diputación Provincial de Zaragoza, y el de senador (1909-1910).

## Obra
En su producción científica destaca La fiebre tifoidea en Zaragoza (Zaragoza, Tip. de la Derecha, 1898), obra en la que pone de manifiesto la necesidad de mejorar el alcantarillado y el sistema de abastecimiento de aguas de Zaragoza con el objetivo de prevenir el tifus. Este interés logró llevarlo a la práctica, realizándose precisamente la red de alcantarillado de la ciudad durante su alcaldía.
Félix Cerrada impulsó también otras obras de tipo sanitario: creó el Cuerpo de Beneficencia Municipal, inició la repoblación de Cabezo de Buena Vista, y se ocupó de la situación del Hospital General —actualmente, Hospital Miguel Servet—. Como presidente de la Sección de Ciencias Naturales del Ateneo de Zaragoza, pronunció una conferencia en 1887 sobre El Manicomio de Zaragoza (Zaragoza, Imp. del Hospicio Provincial, 1887).
Desde el punto de vista científico, fue un hombre informado de las novedades que la medicina europea de su tiempo había desarrollado, desde la fisiopatología a la anatomía patológica y la bacteriología. Son interesantes sus Fundamentos de la Patogenia. Estudios de Patología General (Zaragoza, Tip. de la Derecha, 1889) y el discurso Algunas consideraciones generales de la compensación fisiopatológica (Zaragoza, Tip. de la Derecha, 1891), leído en la sesión inaugural de la Real Academia de Medicina de Zaragoza en 1891.

## Reconocimientos
La idea de homenajear al doctor Cerrada partió poco tiempo después de su fallecimiento, en julio de 1928, a través de algunas voces que veían insuficiente el hecho de otorgar su nombre a una calle —la calle Doctor Cerrada, nombre que se mantiene en la actualidad—. Desde el principio se barajó la posibilidad de colocar un busto en el Cabezo de Buenavista. Se abrió un concurso de proyectos para erigir el monumento, cuyo plazo finalizaba el 1 de enero de 1929, y se inició una suscripción pública. La comisión organizadora del homenaje se reunió el 18 de enero y eligió el proyecto denominado Kirón, obra de Pascual Salaverri Palacio, al que se le indicaron pequeñas modificaciones.
El busto del doctor Cerrada se inauguró el 28 de octubre de 1929 en un pequeño rincón del parque de Buenavista —ahora integrado en el parque José Antonio Labordeta—. Sin embargo, la noche del 4 de enero de 1934, el busto fue sustraído junto con el cercano de Eusebio Blasco. Al no hallarlo, el Ayuntamiento de Zaragoza mandó repetir el monumento. La nueva versión, muy similar, aunque con ciertas variaciones, se colocó en septiembre de 1934.
Como otros monumentos situados en el parque José Antonio Labordeta, el actual estado de conservación del busto del doctor Cerrada no es el adecuado. Ha sido víctima continuada del vandalismo, ha perdido la pequeña fuente dispuesta en su frente y, durante años, la figura del centauro ha aparecido mutilada, faltándole la cabeza y una pata. El monumento ha sido recientemente restaurado por el escultor Frank Norton, que ha sustituido el deteriorado centauro por una reproducción en bronce con el fin de evitar nuevos ataques vandálicos.